# Ерзурум
Ерзурум (тур. Erzurum, курдски Erzirom, јерм. Կարին = Карин) је град у Турској у вилајету Ерзурум. Налази се у источној Анадолији, 190 километара источно од Ерзинчана, и 1300 километара источно од Истанбула, на платоу високом око 1.950 m. У граду влада екстремна континентална клима, где је просечна јануарска температура −11°C, а температуре у редовно веома снежним зимама некада падну до −30°C. Према процени из 2009. у граду је живело 358.344 становника.
Град је основан око 415. У византијско доба, пре битке код Манцикерта, био је познат под именом Теодиосиополис. Име Ерзурум потиче од персијске фразе „Арз-е Рум“ (римска граница). Руси су заузимали Ерзурум 1829, 1878. и 1916. али су га сваки пут вратили Турској. Пре геноцида над Јерменима из 1915, Јермени су чинили велики део становништва. Данас у граду живе Турци и Курди. 
Универзитет Ататурк у Ерзуруму је са 40.000 студената један од највећих у Турској. У околини града се налазе скијалишта. 

## Становништво
Према процени, у граду је 2009. живело 358.344 становника.
| 1990.   | 2000.   |
| ------- | ------- |
| 242.391 | 361.235 |